# 佐貫洋一
佐貫 洋一（さぬき よういち、1955年1月26日 - ）は、テレビ埼玉（TVS）の社員、元アナウンサー。東京都出身。法政大学経営学部卒業。

## 経歴

### 福島中央テレビ
1977年4月1日、福島中央テレビ入社（アナウンサー職）。特にズームイン!!朝!では､東北サファリパークのライオン放し飼いエリアの中から、たった1人で生中継したり､会津地方の伝統祭りでは､積雪5メートルの極寒の中、フンドシ一丁で走り回るなど､体を張った突撃レポートを敢行する。1983年1月31日、福島中央テレビを退社。

### テレビ埼玉
1983年、テレビ埼玉入社。報道制作局アナウンス室配属。テレ玉の歴代アナウンサーでは現時点(2013年)で最後の正社員アナである。また、テレビ埼玉の放送開始と放送終了のアナウンスを担当。異動後も地上デジタル放送開始前の2005年11月30日まで使用されていた（翌日からは亀井薫元同局アナウンサーが担当）。
スポーツ関連で特にラグビーでは、熊谷工業高校の日本一を始め、東日本社会人リーグ、その後のラグビートップリーグや、関東大学ラグビー対抗戦、リーグ戦を担当。熊谷ラグビー場こけら落としの記念試合「オール早明戦」、招待試合「神戸製鋼対明治」を始め、「東芝府中対サントリー」、「三洋電機（当時）対NEC」などの実況も担当した。
「常盤6丁目情報局」でスタートした「洋一のシネマ情報」では、アーノルド・シュワルツェネッガー、シルベスタ・スタローン、ジョディ・フォスターなどのハリウッドトップスターの記者会見の様子もレポート、ジャッキー・チェンとの単独インタビューを実現するなどした。
2002年サッカーワールドカップ開催に向け特別番組として企画された「高円宮殿下とサッカーを語る」のMCを担当。当時、日本サッカー協会名誉総裁であった高円宮憲仁親王をメインゲストに迎え、日本サッカー協会最高顧問の長沼健、ラモス瑠偉や地元レッズの選手、関係者といったサッカー論客を毎回ゲストに、2000年から3回にわたり放送した。
2004年4月、テレビ埼玉業務局営業部に異動。後に営業部長を歴任し、広報部に異動。

## 出演番組

### FCT時代
- FCTニュース
- ズームイン!!朝!（福島初代キャスター）
- 各種スポーツ実況（高校野球、サッカー、市民マラソン、バドミントン日本リーグ等）
- 24時間テレビ・愛は地球を救う（福島中央テレビ正面玄関前から近藤真彦のコンサートの模様を全国へ生中継）
- 福島県広報番組
- 報道特別番組
- ああこの愛なくば（ニュースアナ役）

### TVS時代
- TVSニュース
- スポーツウィークリー38（メインキャスター 1983.10-1984.9）
- テレメディア730（メインキャスター 1984.10-1991.3）
- 常盤6丁目情報局（MC 1987.4-1998.3）
- やまがた発!旅の見聞録（初代メインMC 1992.4- 1995.3）
- 情報わいど埼玉（MC 1993.4-1994.3）
- ごごはPiPoPa（MC 1994.4-1998.3）
- 常盤6丁目一番街（MC 1998.4-2000.3、ニュース -2001.9）
- 常盤6丁目二番街（MC 1998.4-2000.3、ニュース -2001.9）
- 情報あさびん（小林の病気療養中のリリーフMC 2002年頃）
- 情報ひるびん（ニュース 2001.10-2004.3）
- 情報ごごびん（ニュース 2001.10-2004.3）
- ニュース930（金曜 1998.9-2003.4、月-木曜 2000.4-2004.3）
- スポーツ実況（野球、ラグビー、サッカー、マラソン、テニス）
- 報道特別番組
- 埼玉政財界人チャリティ歌謡祭（MC）
- 高円宮殿下とサッカーを語る（MC）